# Psalm 95
Psalm 95 – jeden z utworów zgromadzonych w biblijnej Księdze Psalmów, określany czasami jako liturgia prorocka. W numeracji Septuaginty psalm ten nosi numer 94.

## Gatunek literacki i okoliczności powstania
Psalm 95 składa się z dwóch, wyraźnie odróżnialnych części: hymnu (wiersze 1–7) i upomnienia o charakterze prorockim (wiersze 7–11). Z tego powodu niektórzy uczeni (Cheyne, Wellhausen) sądzili że był on złożony z dwóch różnych oddzielnych utworów.
Analiza treści pozwala przypuścić, że psalm był pieśnią śpiewaną przez różne chóry przy wejściu do świątyni jerozolimskiej. Posiada też fragmenty paralelne do Psalmów 81 i 100.
Psalm 95 jest anonimowy. Septuaginta przypisywała jego autorstwo Dawidowi. Współcześni uczeni dzielą się w opiniach co do czasu powstania; jedni przypuszczają, że powstał w czasach królewskich, inni (Deisller, Nötscher) – że raczej po okresie niewoli.

## Treść i teologia
Pierwsza część psalmu ma charakter hymnu dziękczynnego i wysławia Jahwe oraz Boże dzieło stworzenia. W pierwszym wierszu określa Boga Skałą naszego zbawienia, a następnie jako wielkiego Boga i króla nad wszelkich bogów. Dwukrotnie psalm zachęca do przystąpienia do Boga i oddania mu pokłonu.   
W drugiej części - wyroczni - przemawia sam Bóg, który nawiązuje do czterdziestoletniej wędrówki Izraelitów przez pustynię do Ziemi Obiecanej, gdzie Izraelici nieraz okazywali się niewierni:

Nie zatwardzajcie serc waszych jak w Meriba,
 jak na pustyni w dniu Massa
Tam wystawiali Mię na próbę ojcowie wasi
i doświadczali Mię, choć patrzyli na moje dzieło.

Za swoją niewierność Izraelici zostali skazani na błądzenie po pustyni aż do śmierci (Lb 14,32 i następne). Upomnienie psalmisty ma uprzytomnić wiernym, że prawdziwa pobożność polega nie tylko na uwielbieniu Boga, co na życiu zgodnie z Bożą wolą, gdyż Izraelici są ludem Jego pastwiska.
Druga część (wiersze 7–11) cytowane są w Nowym Testamencie w Liście do Hebrajczyków, gdzie zostają odczytane chrystologicznie – a próba na pustyni, której nie przeszli przodkowie odbiorców Psalmu jest aktualna też dla chrześcijan, bo można uwierzyć i wejść do królestwa Bożego, można też odrzucić wiarę i być na zawsze wykluczonym.

## Zastosowanie

### W liturgii rzymskiej
W śpiewanej liturgii obrządku rzymskiego psalm 94 (według numeracji Wulgaty) jest jedynym psalmem, który powtarza się codziennie (przed reformami liturgicznymi Piusa X takich psalmów było więcej). Jest on śpiewany na specjalną melodię, w związku z czym, jeżeli oficjum jest śpiewane, dla tego jednego psalmu używa się tekstu przekładu starołacińskiego (Vetus Latina).

### Inne
- Własną interpretację Psalmu 95 stworzyła polska grupa Pneuma, na albumie Berakha (2001).
- W religii Świadków Jehowy jedna z ich pieśni oparta jest na owym Psalmie[6].